# Norra Rörum
Norra Rörum est une localité de Suède dans la commune de Höör en Scanie.
Sa population était de 225 habitants en 2019.